# Can Pruna Vell
Can Pruna Vell és una masia del poble de Bigues, en el terme municipal de Bigues i Riells, a la comarca catalana del Vallès Oriental.
És a l'est del Rieral de Bigues, a l'esquerra del Tenes i a ponent de la urbanització de Can Barri. Queda a prop i al nord-oest de la Figuera, al costat sud-est de Can Flixer i al nord de Can Valls i Can Prat del Camí.
Can Pruna Vell el 2010 allotjava un restaurant.
Està inclosa en el Catàleg de masies i cases rurals de Bigues i Riells.